# Vlaamse Pijl 2011
La Vlaamse Pijl 2011, quarantaquattresima edizione della corsa, valida come evento del circuito UCI Europe Tour 2011, fu disputata il 5 marzo 2011 su un percorso di 151 km. Fu vinta dal belga Frédéric Amorison, che arrivò al traguardo in 3h 38' 05" alla media di 49,306 km/h.
Furono 126 i ciclisti che portarono a termine la competizione.

## Percorso
L'edizione 2011 partì ed arrivò ad Harelbeke dopo 151 km. Il percorso presenta diversi muri sul ciottolato, i più importanti dei quali sono il Kluisberg, posto a 46 km dall'inizio della corsa, la Cote de Trieu, al 53º km, l'Oude Kwaremont al 60º km, il Paterberg al 62º km, il Kruisberg all'80º km ed infine il Teigemberg al 101º km, rappresenterà l'ultima ascesa della corsa.

## Squadre e corridori partecipanti
Tra le 28 squadre ciclistiche invitate non raffigura nessuna UCI ProTour. La Topsport Vlaanderen-Mercator, la Landbouwkrediet, la Verandas Willems-Accent e l'An Post-Sean Kelly Team sono le formazioni più importanti al via, senza contare le squadre Under-23 di Rabobank, Quick Step, Omega Pharma-Lotto e Geox.
I maggiori favoriti sono Frédéric Amorison, David Kemp, Jérôme Baugnies e Dries Hollanders.

## Riassunto
Dopo 151 km Frédéric Amorison vince la volata a due con Pieter Serry, suo connazionale. A 20" dal vincitore giunge un quartetto formato da Sean De Bie, Olivier Pardini, Zico Waeytens e Eliot Lietaer. A circa 40" il plotone è regolato da Jonas Van Genechten. Il primo corridore non belga al traguardo è Rene Hooghiemster, olandese giunto 14º.

## Ordine d'arrivo (Top 10)
| Pos. | Corridore           | Squadra        | Tempo    |
| ---- | ------------------- | -------------- | -------- |
| 1    | Frédéric Amorison   | Landbouwkred.  | 3h38'05" |
| 2    | Pieter Serry        | Topsport Vl.   | a 2"     |
| 3    | Sean De Bie         | Ovyta-Eijssen  | a 20"    |
| 4    | Olivier Pardini     | Wallonie Brux. | s.t.     |
| 5    | Zico Waeytens       | Omega Ph.-Davo | s.t.     |
| 6    | Eliot Lietaer       | EFC-Quickstep  | s.t.     |
| 7    | Jonas Van Genechten | Wallonie Brux. | a 38"    |
| 8    | Kevin Peeters       | Landbouwkred.  | s.t.     |
| 9    | Kenneth Bultynck    | EFC-Quickstep  | s.t.     |
| 10   | Joeri Stallaert     | Landbouwkred.  | s.t.     |